# Master KG
Master KG, rodným jménem Kgaogelo Moagi (* 31. ledna 1996) je hudebník a producent pocházející z Jižní Afriky. Jeho album Skeleton Move dosáhlo četných uznání a to včetně AFRIMMA Award 2019 za Nejlepšího umělce v kategorii African Electro. Je známý také jako průkopník stylu „Balobedu“, což je subžánr house music v Jižní Africe. V roce 2020 jeho píseň „Jerusalema“, vytvořená společně se zpěvačkou Nomcebou Zikodou, dosáhla neuvěřitelného mezinárodního virálního úspěchu.

## Život a dětství
Master KG se narodil 31. ledna 1996 ve vesnici Limpopo v Jihoafrické republice. Již ve třinácti letech začal tvořit hudbu na počítači, který mu koupil jeho strýc. Od roku 2020 je ve vztahu s Makhadzi.

## Hudební kariéra
Hudební kariéra Master KG začala, když se dostal do kontaktu s DJ Maebelem a začali experimentovat s hudebními programy na počítači. V roce 2016 po dlouhém zkoušení vydal svůj první singl „Situation“.
Poté, co se upsal hudebnímu vydavatelství Open Mic Productions, vydal Master KG svoje debutové album Skeleton Move, a to v roce 2018. Master KG spolupracoval a stále spolupracuje s množstvím jiných umělců, mezi které mimo jiné patří Zanda Zakuza a Makhadzi.
Jeho texty jsou v jeho rodném jazyce Khelobedu, jazyce, kterým hovoří kmen Lobedu.
V prosinci 2019 vydal Master KG novou skladbu pod názvem „Jerusalema“, na které s ním spolupracovala také Nomcebo Zikode. V průběhu roku 2020 byla skladba publikována online a začala dosahovat mezinárodního úspěchu.
V září 2020 vydává svou druhou desku, se názvem stejným jako singl, Jerusalema.

## Diskografie
- 2018 – Skeleton Move
- 2020 – Jerusalema
- 2020 – Jerusalema (Remix) (feat. Micro TDH & Greeicy & Nomcebo Zikode)